# 金盾圓龜金花蟲
金盾圓龜金花蟲（学名：Aspidomorpha furcata）为金花蟲科圓龜金花蟲屬下的一个种。其种加词“furcata”意为“叉状的”。